# Provincia de Kocaeli
Kocaeli es una de las 81 provincias en que está dividida Turquía, administrada por un Gobernador designado por el Gobierno central. La capital es İzmit.
Su capital, Kocaeli o Izmit, es considerada como una ciudad portuaria, que aunque cuenta con playas, no es recomendable nadar en ellas. La capital se localiza a una hora cuarenta y cinco minutos en autobús de Estambul, Turquía y a 12 horas en tren de Ankara, la capital del país.

## Historia
Kocaeli fue parte del reino de Bitinia (siglo III a. C.), y el general cartaginés Aníbal fue enterrado allí (en Gebze) en 183 a. C. La región fue conquistada por el Imperio otomano en el siglo XIV.

## Geografía
Kocaeli se ubica al noroeste de Turquía. Está bordeada al norte con el mar Negro y al oeste por el mar de Mármara. La provincia es drenada por el curso inferior del río Sakarya.